# Spherillo monolinus
Spherillo monolinus is een pissebed uit de familie Armadillidae. De wetenschappelijke naam van de soort is voor het eerst geldig gepubliceerd in 1853 door James Dwight Dana.